# Diphenyl(2,4,6-trimethylbenzoyl)phosphinoxid
Diphenyl(2,4,6-trimethylbenzoyl)phosphinoxid ist eine chemische Verbindung aus der Gruppe der Organophosphorverbindungen.

## Gewinnung und Darstellung
Diphenyl(2,4,6-trimethylbenzoyl)phosphinoxid kann durch eine mehrstufige Reaktion ausgehend von Mesitylen gewonnen werden.

## Eigenschaften
Diphenyl(2,4,6-trimethylbenzoyl)phosphinoxid ist ein brennbarer, schwer entzündbarer, lichtempfindlicher, gelber Feststoff, der praktisch unlöslich in Wasser ist.

## Verwendung
Diphenyl(2,4,6-trimethylbenzoyl)phosphinoxid ist ein Monoacylphosphinoxid-Photoinitiator, der für eine effiziente Aushärtung und Farbstabilität in eine Vielzahl an Polymermatrizen ein Harz integriert werden kann. Er kann weiterhin als Gate-Isolator in organischen Dünnschichttransistoren (OTFT) und bei photoinduzierten Reaktionen zur Bildung von Organophosphinverbindungen eingesetzt werden.